# 1-й окремий жіночий піхотний батальйон імені Емілії Плятер

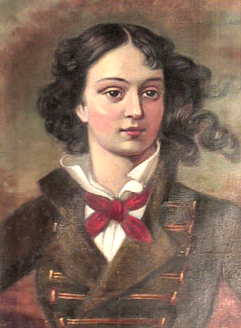
Емілія Плятер, покровителька батальйону

1-й окремий жіночий піхотний батальйон імені Емілії Плятер (пол. 1 Samodzielny Batalion Kobiecy im. Emilii Plater Emilii Plater) — польський жіночий піхотний батальйон, який перебував у складі 1-ї піхотної дивізії імені Тадеуша Костюшка і брав участь в Другій світовій війні. Названий на честь учасниці польського повстання Емілії Плятер, звідси пішла назва дівчат, які служили в батальйоні — «пляттерівки».

## Історія формування
Батальйон був сформований 19 серпня 1943 року в місті Сельці Рязанської області РРФСР, де розташовувалися частини Війська Польського в СРСР. До вересня 1943 року до складу батальйону входили: школа молодших офіцерів, 1-а і 2-я рота автоматниць, 1-й і 2-й загони протитанкових військ, озброєних протитанковими рушницями і гвинтівками, а також взводи мінометників, розвідниць, зв'язківиць, лікарок, саперок і постачальниць. Станом на 30 вересня 1943 року в батальйоні було 740 осіб, до 7 квітня 1945 року залишилося 533 особи.
1 вересня 1943 року зі складу батальйону були виведені рота автоматниць, яка в складі 1-ї піхотної дивізії вирушила на фронт (в битві під Леніно несла вартову службу при штабі), санітарний загін, який перейшов до складу санітарного взводу 2-го піхотного полку (евакуював поранених), і 2-я рота стрільчинь (5 грудня увійшла до складу 2-ї піхотної дивізії).
9 січня 1944 року у зв'язку з реорганізацією Війська Польського батальйон був переведений до села Лучинка Смоленської області, потім до села Железняк недалеко від Трояніва (Житомирська область ), в травні 1944 року до Ківерців, а в липні він потрапив на етнічні польські землі. 17 червня 1944 року він був включений до складу охоронних підрозділів тилів армії, 12 жовтня 1944 року дійшов до Прадзево. Після звільнення лівобережної Варшави увійшов одним з перших в місто і був зарахований до гарнізону для боротьби з мародерами і залишками німецьких загонів. 17 січня 1945 року солдатки батальйону вперше стали на варту біля Могили Невідомого солдата у Варшаві.
21 березня 1945 року батальйон був перепідпорядкований Генштабу Війська Польського і був розділений на окремі частини, які чергували в різних частинах Варшави, а 25 травня 1945 року був розформований. Частина солдаток осіла в Західній Польщі, Ґміна Плятерув.

## Штандарт батальйону
В кінці 1943 року батальйон отримав свій унікальний штандарт завдяки старанню Союзу польських патріотів.

### Опис штандарта
Штандарт мав розміри 60 на 57 см, був облямований жовтою бахромою з трьох сторін, кріпився до держака за допомогою червоного шовкового рукава. Держак було покрито політурою і складався з двох частин, з'єднаних за допомогою шматка арматури і двох болтів. На вершині держака перебував постамент з орлом, на постаменті було написано «Жіночий батальйон імені Емілії Плятер» (пол. Batalion Kobiecy im. Emilii Plater Emilii Plater).
На головній стороні штандарта був зображений червоний лицарський хрест на білому полі. У центрі хреста зображувався орел з лавровим вінком, вишитий з жовтого, білого і коричневого шовків. У верхній частині хреста був напис «Честь і вітчизна», в інших частинах хреста була зображена розділена на слова напис «За нашу і вашу свободу», а на білих полях між кінцями хреста були зображені ті ж самі вінки. На зворотному боці був той же самий хрест, а в центрі був зображений портрет Емілії Плятер. У верхніх кутах прапора були написані дати «1831» (рік смерті Емілії Плятер) і «1943.15. VII» (дата початку формування батальйону).

## Командири батальйону
Командири:

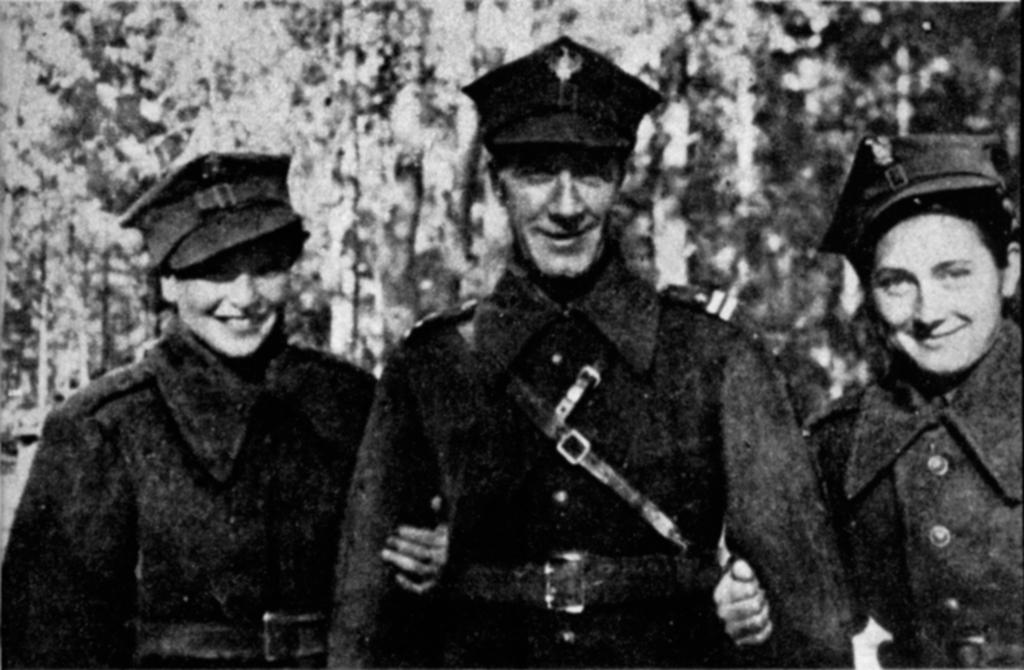
Майор Маріан Чвіклевський і дві дівчини з батальйону (Сельці, 1943 рік)

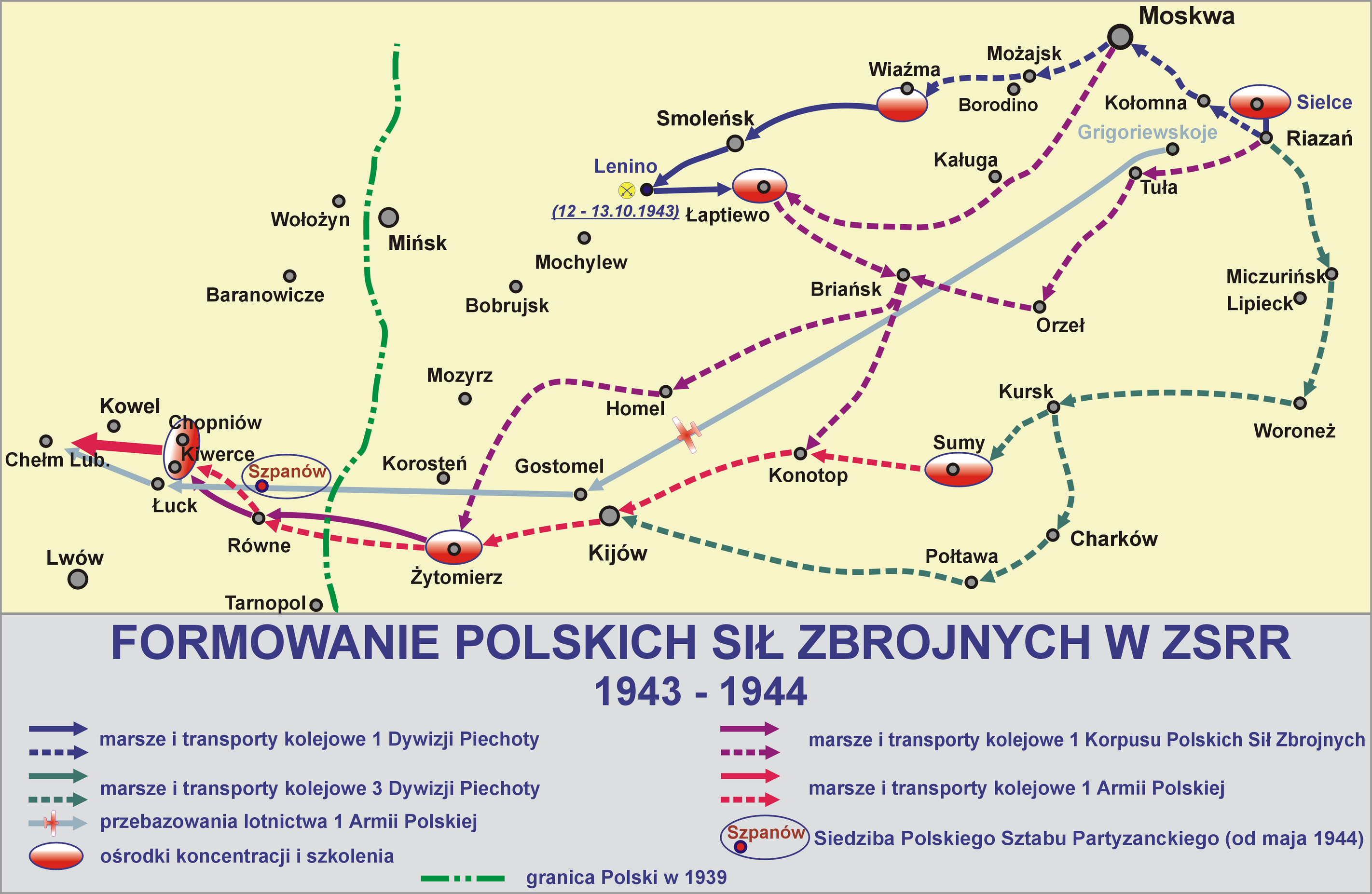
Бойовий шлях польських військ (шлях батальйону вказаний як шлях 1-ї дивізії і 1-го корпусу)

- поручик Зигмунт Соболевський (1 - 30 липня 1943)
- поручик (потім капітан) Олександр Мац (1 серпня - 29 грудня 1943, 27 липня - 12 листопада 1944)
- капітан Болеслав Дрож (30 грудня 1943 - 26 липня 1944)
- підполковник Йожеф Ласонь (13 листопада 1944 - 25 травня 1945)

Заступники командира по стройовій частині:
- поручик Олександр Мац (1 - 30 липня 1943)
  - поручик Ян Джевицький (1 серпня 1943 - 12 березня 1944 )
- поручик Домінік Лисевич (13 березня 1944 - 25 травня 1945)

Заступники командира по політичній частині:
- поручик Галина Завадзька (16 червня - 23 серпня 1943)
- капітан Ірена Штахельская (23 серпня - 10 жовтня 1943 )
- капітан Людвіка Бібровська (10 жовтня 1943 - 25 травня 1945)

Начальник штаба
- хорунжий Олександр Янковський (1 листопада 1943)

## Військовослужбовиці
- Анеля Кживонь Анеля Тадеушівна (рядова)
- Олена Юнкевич (хорунжа)

## У масовій культурі
- Про повоєнного життя дівчат і юнаків, які служили в батальйоні, розповідає фільм «Дівоча змова».